# Liroetiella antennata
Liroetiella antennata is een keversoort uit de familie bladkevers (Chrysomelidae). De wetenschappelijke naam van de soort werd in 1993 gepubliceerd door Mohamedsaid & Kimoto.